# Regiunea Samara
Regiunea Samara (în rusă Самарская область) este un Subiect federal din Rusia,situat în Districtul Federal Volga. Cel mai mare oraș și centrul administrativ este orașul Samara, cu peste 1 milion de locuitori. Din 1935 până în 1991, regiunea a fost numită  Oblastul Kuybyshev. 
Conform recensământului din 2021, Regiunea Samara are o populație de 3.172.925 locuitori, în scădere față de cel din 2011.
Se învecinează cu Tatarstan la nord, cu Regiunea Orenburg la est, cu Kazahstan la sud, cu Regiunea Saratov la sud-vest și cu Regiunea Ulianovsk la vest.
Este situat în 3 zone peisagistice naturale: zona forestieră (păduri de conifere și foioase), a cărei bază este pădurile de pin-stejar, pădurile de pin și pădurile de foioase cu participarea stejarului și arțarului. Molidul li se alătură ocazional. Zonele din taiga de sud se găsesc pe coasta regiunii. Zona de silvostepă ocupă regiunile centrale ale regiunii și este reprezentată de o combinație de zone de păduri foioase, cel mai adesea stepe de stejar și luncă. În aceste păduri se găsesc căprioare roșii, căprioare, elani și uneori urși. Sudul regiunii este ocupat de stepe formate din typchak și salvie.

## Istorie
Regiunea Samara conține o succesiune remarcabilă de culturi arheologice din anii 7000 î.Hr. până în 4000 î.Hr. Aceste situri au dezvăluit cea mai veche ceramică din Europa (din cultura Elshanka), cea mai veche înmormântare a cailor din lume și semne de adorare a cailor (cimitirul Syezzheye al culturii Samara) și cele mai vechi kurgani asociați cu indo-europenii (Alocate culturii Khvalynsk).

## Localități
| Loc | Oraș           | Nume rus       | Suprafață  | Densitate    | Populație (2010) | Populație (2021) | Creștere |
| --- | -------------- | -------------- | ---------- | ------------ | ---------------- | ---------------- | -------- |
| 1   | Samara         | Самара         | 541,4 km2  | 2.140,4/km2  | 1.164.685        | 1.173.925        | +0,74%   |
| 2   | Toliatti       | Тольятти       | 314,4 km2  | 2.339/km2    | 719.632          | 684.709          | -4,85%   |
| 3   | Sîzran         | Сызрань        | 117 km2    | 1.363,9/km2  | 178.750          | 165.725          | -7,29%   |
| 4   | Novokuibîșevsk | Новокуйбышевск | 86 km2     | 1.114,67/km2 | 108.438          | 98.306           | -9,34%   |
| 5   | Chapayevsk     | Чапа́евск       | 187,49 km2 | 374,54/km2   | 72.692           | 70.228           | -3,39%   |
| 6   | Jiguliovsk     | Снежинск       | 60,8km2    | 798,7 5/km2  | 55.565           | 50.466           | -9,18%   |
| 7   | Otradnîi       | Отрадный       | 53,6 km2   | ~4.600/km2   | 48.356           | 46.984           | -1,6%    |
| 8   | Kinel          | Кинель         | 36,75 km2  | 989,3/km2    | 34.491           | 36.729           | +5,3%    |
| 9   | Pohvistnevo    | Похвистнево    | 64,5 km2   | 423/km2      | 28.169           | 27.333           | -3,8%    |
| 10  | Okteabrsk      | Октябрьск      | 21,8 km2   | 949,6/km2    | 27.244           | 20.706           | -25,81%  |